# Odontocera nevermanni
Odontocera nevermanni là một loài bọ cánh cứng trong họ Cerambycidae.